# Mondariz (parroquia)
Mondariz es una parroquia situada en el municipio homónimo, en Pontevedra, Galicia (España). De acuerdo con el padrón municipal, en 2023 tenía 1410 habitantes (691 mujeres y 719 hombres).
Entre las feligresías de Mondariz se encuentra el coto de Troncoso.